# Barthelemy Tshosha
 Barthelemy Tshosha Tshosha (ur. 25 września 1997) – kongijski zapaśnik walczący w obu stylach. Zajął dziesiąte miejsce na mistrzostwach świata w 2022. Brązowy medalista mistrzostw Afryki w 2022 i 2025. Trzeci na igrzyskach frankofońskich w 2023 roku.